# Grymeus robertsi
Espèce
Grymeus robertsi est une espèce d'araignées aranéomorphes de la famille des Oonopidae.

## Distribution
Cette espèce est endémique du Victoria en Australie.

## Description
Les mâles mesurent de 1,82 à 1,90 mm et les femelles de 1,89 à 2,02 mm.

## Étymologie
Cette espèce est nommée en l'honneur de Bryan E. Roberts.

## Publication originale
- Harvey, 1987 : Grymeus, a new genus of pouched oonopid spider from Australia (Chelicerata: Araneae). Memoirs of the Museum of Victoria, vol. 48, no 2, p. 123-130 (texte intégral).